# Rupert Berger (Politiker)
Rupert Berger (* 10. Februar 1896 in Traunstein; † 9. Februar 1958 ebenda) war ein deutscher Politiker (BVP/CSU). Er war von 1946 bis zu seinem Tod Abgeordneter im Bayerischen Landtag.

## Leben
Rupert Berger besuchte die Realschule Traunstein und war Gründungsmitglied der Bayerischen Volkspartei. Während des Ersten Weltkriegs war er als Soldat bei der Kaiserlichen Marine. Er war Leiter der Bayernwacht im Chiemgau und wurde 1933 kurzzeitig im KZ Dachau interniert und darauf fristlos entlassen. Nach seiner Entlassung war Berger als Gastwirt in Regensburg und Landshut tätig. Während des Zweiten Weltkriegs war er erneut Soldat der Kriegsmarine. Nach dem Krieg war er Gründungsmitglied der CSU.
Sein 1926 geborener Sohn Rupert, gestorben 2020, war Professor für Liturgiewissenschaft und Pastoraltheologie.

## Politik
Nach dem Krieg war Berger 1946 Mitglied der Verfassunggebenden Landesversammlung Bayerns und wurde kurz darauf auch in den ersten Bayerischen Landtag gewählt, außerdem war von 1946 bis 1952 Oberbürgermeister der Stadt Traunstein. In der ersten Wahlperiode war er als ordentliches Mitglied im Ausschuss für Flüchtlingsfragen und im Ausschuss für Besoldungsfragen tätig. Außerdem war er Mitglied im Verkehrsausschuss und dem Untersuchungsausschuss für Kfz-Beschlagnahmen. Bei der Landtagswahl 1954 wurde Berger wiedergewählt und war als ordentliches Mitglied im Ausschuss für Angelegenheiten der Heimatvertriebenen und Kriegsfolgegeschädigten, im Ausschuss für Fragen des Beamtenrechts und der Besoldung und dem Ausschuss für Wirtschaft und Verkehr tätig. Während der zweiten Legislaturperiode starb Berger. Für ihn rückte der Abgeordnete Hans Merkt in den Landtag nach.

## Weblink
- Rupert Berger (Politiker) in der Parlamentsdatenbank des Hauses der Bayerischen Geschichte in der Bavariathek

| Personendaten    | Personendaten                      |
| ---------------- | ---------------------------------- |
| NAME             | Berger, Rupert                     |
| KURZBESCHREIBUNG | deutscher Politiker (BVP/CSU), MdL |
| GEBURTSDATUM     | 10. Februar 1896                   |
| GEBURTSORT       | Traunstein                         |
| STERBEDATUM      | 9. Februar 1958                    |
| STERBEORT        | Traunstein                         |